# تومالز (کالیفرنیا)
تومالز (به انگلیسی: Tomales) یک منطقهٔ مسکونی در ایالات متحده آمریکا است که در شهرستان مارین، کالیفرنیا واقع شده‌است. تومالز ۰٫۸۵۹ کیلومتر مربع مساحت و ۲۰۴ نفر جمعیت دارد و ۲۷ متر بالاتر از سطح دریا واقع شده‌است.